# Hymn Terengganu
Selamat Sultan – hymn malezyjskiego stanu Terengganu. Autorem słów oraz kompozytorem jest Mohamad Hashim bin Abu Bakar. Hymn został napisany na zlecenie sułtana Sulajmana Badr al-Alama Szacha w 1927 roku.
Słowa hymnu
Allah Daulatkan Tuanku Sultan

Terengganu Darul Iman

Allah Peliharakan Tuanku Sultan

Sejahtera Sepanjang Zaman

Allah Rahmatkan Tuanku Sultan

Memerintah Rakyat Aman